# Dybe Sogn
Dybe Sogn er et sogn i Lemvig Provsti (Viborg Stift).
I 1800-tallet var Ramme Sogn anneks til Dybe Sogn. Begge sogne hørte til Vandfuld Herred i Ringkøbing Amt. Dybe-Ramme sognekommune blev ved kommunalreformen i 1970 indlemmet i Lemvig Kommune.
I Dybe Sogn ligger Dybe Kirke.
I sognet findes følgende autoriserede stednavne:
- Dybe (bebyggelse)
- Dybebjerg (bebyggelse)
- Flansmose (bebyggelse)
- Herup (bebyggelse)
- Knakker (bebyggelse)
- Knudesgård (bebyggelse)
- Lisbjerg (bebyggelse)
- Ørvad (bebyggelse)